# Loturile pentru Campionatul Mondial de Fotbal 1962
Mai jos sunt loturile pentru Campionatul Mondial de Fotbal 1962 din Chile.

## Grupa 1

### Uniunea Sovietică
Antrenor principal: Gavril Kachalin
| Nr. | Poz. | Jucător              | Data nașterii (vârsta) | Selecții | Club            |
| --- | ---- | -------------------- | ---------------------- | -------- | --------------- |
| 1   | P    | Lev Yashin           | 22 octombrie 1929      | 42       | Dinamo Mos.     |
| 2   | P    | Vladimir Maslachenko | 5 martie 1936          | 8        | Lokomotiv Mos.  |
| 3   | P    | Sergey Kotrikadze    | 9 august 1936          | 0        | Dinamo Tbilisi  |
| 4   | F    | Eduard Dubinski      | 6 aprilie 1935         | 9        | CSKA Moscova    |
| 5   | F    | Givi Chokheli        | 27 iunie 1937          | 16       | Dinamo Tbilisi  |
| 6   | F    | Leonid Ostrovskiy    | 17 ianuarie 1936       | 3        | Torpedo Mos.    |
| 7   | F    | Anatoli Maslyonkin   | 26 iunie 1930          | 29       | Spartak Moscova |
| 8   | M    | Albert Shesternyov   | 20 iunie 1941          | 1        | CSKA Moscova    |
| 9   | M    | Nikolai Manoshin     | 6 martie 1938          | 8        | Torpedo Mos.    |
| 10  | M    | Igor Netto (căpitan) | 9 ianuarie 1930        | 48       | Spartak Moscova |
| 11  | M    | Yozhef Sabo          | 1 martie 1940          | 0        | Dinamo Kiev     |
| 12  | F    | Valery Voronin       | 17 iulie 1939          | 14       | Torpedo Mos.    |
| 13  | A    | Gennadi Gusarov      | 11 martie 1937         | 5        | Torpedo Mos.    |
| 14  | A    | Valentin Ivanov      | 19 noiembrie 1934      | 39       | Torpedo Mos.    |
| 15  | A    | Viktor Kanevski      | 3 octombrie 1936       | 3        | Dinamo Kiev     |
| 16  | A    | Aleksei Mamykin      | 29 februarie 1936      | 7        | CSKA Moscova    |
| 17  | A    | Mikhail Meskhi       | 12 ianuarie 1937       | 18       | Dinamo Tbilisi  |
| 18  | M    | Slava Metreveli      | 30 mai 1936            | 19       | Torpedo Mos.    |
| 19  | A    | Viktor Ponedelnik    | 22 mai 1937            | 15       | SKA Rostov      |
| 20  | A    | Viktor Serebryanikov | 29 martie 1940         | 0        | Dinamo Kiev     |
| 21  | M    | Galimzyan Khusainov  | 27 iunie 1937          | 3        | Spartak Moscova |
| 22  | M    | Igor Chislenko       | 8 septembrie 1939      | 5        | Dinamo Mos.     |

### Iugoslavia
Antrenori principali: Ljubomir Lovrić și Prvoslav Mihajlović
| Nr. | Poz. | Jucător               | Data nașterii (vârsta) | Selecții | Club            |
| --- | ---- | --------------------- | ---------------------- | -------- | --------------- |
| 1   | P    | Milutin Šoškić        | 31 decembrie 1937      | 29       | Partizan        |
| 2   | F    | Vladimir Durković     | 6 noiembrie 1937       | 33       | Steaua Roșie    |
| 3   | F    | Fahrudin Jusufi       | 8 decembrie 1939       | 29       | Partizan        |
| 4   | M    | Petar Radaković       | 2 februarie 1937       | 9        | NK Rijeka       |
| 5   | F    | Vlatko Marković       | 1 ianuarie 1937        | 7        | Dinamo Zagreb   |
| 6   | F    | Vladica Popović       | 17 martie 1935         | 3        | Steaua Roșie    |
| 7   | A    | Andrija Anković       | 16 iulie 1937          | 7        | Hajduk Split    |
| 8   | M    | Dragoslav Šekularac   | 8 noiembrie 1937       | 29       | Steaua Roșie    |
| 9   | A    | Dražan Jerković       | 6 august 1936          | 9        | Dinamo Zagreb   |
| 10  | M    | Milan Galić (captain) | 8 martie 1938          | 28       | Partizan        |
| 11  | A    | Josip Skoblar         | 12 martie 1941         | 2        | OFK Belgrad     |
| 12  | P    | Srboljub Krivokuća    | 14 martie 1928         | 7        | OFK Belgrad     |
| 13  | F    | Slavko Svinjarević    | 16 aprilie 1935        | 1        | Vojvodina       |
| 14  | F    | Vasilije Šijaković    | 31 iulie 1929          | 10       | OFK Belgrad     |
| 15  | M    | Željko Matuš          | 9 august 1935          | 9        | Dinamo Zagreb   |
| 16  | A    | Muhamed Mujić         | 25 aprilie 1932        | 31       | FK Velež Mostar |
| 17  | M    | Vojislav Melić        | 5 ianuarie 1940        | 0        | Steaua Roșie    |
| 18  | M    | Vladica Kovačević     | 7 ianuarie 1940        | 4        | Partizan        |
| 19  | P    | Mirko Stojanović      | 11 iunie 1939          | 2        | Dinamo Zagreb   |
| 20  | F    | Žarko Nikolić         | 16 octombrie 1938      | 9        | Vojvodina       |
| 21  | A    | Nikola Stipić         | 18 decembrie 1937      | 0        | Steaua Roșie    |
| 22  | M    | Aleksandar Ivoš       | 28 iunie 1931          | 0        | Sloboda Tuzla   |

### Uruguay
Antrenor principal: Juan Carlos Corazzo
| Nr. | Poz. | Jucător                  | Data nașterii (vârsta) | Selecții | Club              |
| --- | ---- | ------------------------ | ---------------------- | -------- | ----------------- |
| 1   | P    | Roberto Sosa             | 14 iunie 1935          | 11       | Club Nacional     |
| 2   | F    | Horacio Troche (căpitan) | 14 februarie 1936      | 16       | Club Nacional     |
| 3   | F    | Emilio Álvarez           | 10 februarie 1939      | 5        | Club Nacional     |
| 4   | F    | Omar Méndez              | 11 mai 1938            |          | Club Nacional     |
| 5   | M    | Néstor Gonçalves         | 27 aprilie 1936        | 25       | Peñarol           |
| 6   | M    | Pedro Cubilla            | 25 august 1933         | 6        | Rampla Juniors    |
| 7   | A    | Domingo Pérez            | 7 iunie 1936           | 9        | Club Nacional     |
| 8   | M    | Julio César Cortés       | 29 martie 1941         | 1        | Sud América       |
| 9   | A    | José Sasía               | 27 decembrie 1933      | 35       | Peñarol           |
| 10  | M    | Pedro Rocha              | 3 decembrie 1942       | 3        | Peñarol           |
| 11  | A    | Luis Cubilla             | 28 martie 1940         | 12       | Peñarol           |
| 12  | P    | Luis Maidana             | 24 februarie 1934      | 9        | Peñarol           |
| 14  | F    | William Martínez         | 13 ianuarie 1928       | 44       | Peñarol           |
| 15  | F    | Rubén Soria              | 23 ianuarie 1935       | 2        | C.A. Cerro        |
| 16  | M    | Edgardo González         | 30 septembrie 1936     | 21       | Peñarol           |
| 17  | F    | Rubén González           | 17 iulie 1939          | 10       | Club Nacional     |
| 18  | F    | Eliseo Álvarez           | 9 august 1940          | 0        | Club Nacional     |
| 19  | M    | Ronald Langón            | 6 august 1939          | 5        | Defensor Sporting |
| 20  | A    | Mario Ludovico Bergara   | 1 decembrie 1937       | 12       | Club Nacional     |
| 21  | A    | Héctor Silva             | 1 februarie 1940       | 6        | Danubio FC        |
| 22  | A    | Ángel Cabrera            | 9 octombrie 1939       | 3        | Peñarol           |
| 23  | A    | Guillermo Escalada       | 24 aprilie 1936        | 29       | Club Nacional     |

### Columbia
Antrenor principal:  Adolfo Pedernera
| Nr. | Poz. | Jucător            | Data nașterii (vârsta) | Selecții | Club                   |
| --- | ---- | ------------------ | ---------------------- | -------- | ---------------------- |
| 1   | P    | Efraín Sánchez (c) | 27 februarie 1926      | 27       | Independiente Medellín |
| 2   | P    | Achito Vivas       | 1 martie 1934          | 0        | Deportivo Pereira      |
| 3   | F    | Francisco Zuluaga  | 4 februarie 1929       | 9        | Independiente Santa Fe |
| 4   | F    | Aníbal Alzate      | 31 ianuarie 1933       | 4        | Deportes Tolima        |
| 5   | F    | Jaime González     | 1 aprilie 1938         | 2        | América de Cali        |
| 6   | F    | Ignacio Calle      | 21 august 1931         | 8        | Atlético Nacional      |
| 7   | F    | Carlos Aponte      | 24 ianuarie 1939       | 1        | Independiente Santa Fe |
| 8   | F    | Héctor Echeverry   | 10 aprilie 1938        | 5        | Independiente Medellín |
| 9   | M    | Jaime Silva        | 10 octombrie 1935      | 12       | Independiente Santa Fe |
| 10  | M    | Rolando Serrano    | 13 noiembrie 1938      | 5        | América de Cali        |
| 11  | F    | Óscar López        | 2 aprilie 1939         | 4        | Once Caldas            |
| 12  | M    | Hernando Tovar     | 7 iunie 1938           | 0        | Independiente Santa Fe |
| 13  | A    | Germán Aceros      | 30 septembrie 1938     | 6        | Deportivo Cali         |
| 14  | A    | Luis Paz           | 25 iunie 1942          | 0        | América de Cali        |
| 15  | M    | Marcos Coll        | 23 august 1935         | 4        | América de Cali        |
| 16  | A    | Ignacio Pérez      | 19 decembrie 1934      | 4        | Once Caldas            |
| 17  | A    | Marino Klinger     | 7 februarie 1936       | 3        | Millonarios            |
| 18  | A    | Eusebio Escobar    | 2 iulie 1936           | 2        | Deportivo Pereira      |
| 19  | A    | Delio Gamboa       | 28 ianuarie 1936       | 9        | Millonarios            |
| 20  | A    | Antonio Rada       | 13 iunie 1937          | 2        | Deportivo Pereira      |
| 21  | A    | Héctor González    | 7 iulie 1937           | 3        | Independiente Santa Fe |
| 22  | A    | Jairo Arias        | 2 noiembrie 1938       | 4        | Atlético Nacional      |

## Grupa 2

### Germania de Vest
Antrenor principal: Sepp Herberger
| Nr. | Poz. | Jucător                 | Data nașterii (vârsta) | Selecții | Club            |
| --- | ---- | ----------------------- | ---------------------- | -------- | --------------- |
| 1   | P    | Hans Tilkowski          | 12 iulie 1935          | 18       | Westfalia Herne |
| 2   | F    | Herbert Erhardt         | 6 iulie 1930           | 45       | Greuther Fürth  |
| 3   | F    | Karl-Heinz Schnellinger | 31 martie 1939         | 19       | Köln            |
| 4   | F    | Willi Schulz            | 4 octombrie 1938       | 8        | Schalke 04      |
| 5   | F    | Leo Wilden              | 3 iulie 1936           | 6        | Köln            |
| 6   | M    | Horst Szymaniak         | 29 august 1934         | 33       | Catania         |
| 7   | M    | Willi Koslowski         | 17 februarie 1937      | 1        | Schalke 04      |
| 8   | A    | Helmut Haller           | 21 iulie 1939          | 16       | Augsburg        |
| 9   | A    | Uwe Seeler              | 5 noiembrie 1936       | 30       | Hamburg         |
| 10  | M    | Albert Brülls           | 26 martie 1937         | 18       | M'gladbach      |
| 11  | A    | Hans Schäfer (căpitan)  | 19 octombrie 1927      | 35       | Köln            |
| 12  | F    | Hans Nowak              | 9 august 1937          | 3        | Schalke 04      |
| 13  | F    | Jürgen Kurbjuhn         | 26 iulie 1940          | 1        | Hamburg         |
| 14  | F    | Jürgen Werner           | 15 august 1935         | 2        | Hamburg         |
| 15  | M    | Willi Giesemann         | 2 septembrie 1937      | 9        | Bayern          |
| 16  | M    | Hans Sturm              | 3 septembrie 1934      | 2        | Köln            |
| 17  | A    | Engelbert Kraus         | 30 iulie 1934          | 5        | Offenbach       |
| 18  | M    | Günther Herrmann        | 1 septembrie 1939      | 7        | Karlsruher      |
| 19  | A    | Heinz Strehl            | 20 iulie 1938          | 0        | Nürnberg        |
| 20  | A    | Heinz Vollmar           | 26 aprilie 1936        | 12       | Saarbrücken     |
| 21  | P    | Günter Sawitzki         | 22 noiembrie 1932      | 9        | Stuttgart       |
| 22  | P    | Wolfgang Fahrian        | 31 mai 1941            | 1        | TSG Ulm 1846    |

### Chile
Antrenor principal: Fernando Riera
| Nr. | Poz. | Jucător                  | Data nașterii (vârsta) | Selecții | Club                                          |
| --- | ---- | ------------------------ | ---------------------- | -------- | --------------------------------------------- |
| 1   | P    | Misael Escuti            | 20 decembrie 1926      | 31       | Colo-Colo                                     |
| 2   | F    | Luis Eyzaguirre          | 22 iunie 1939          | 19       | Club Universidad de Chile                     |
| 3   | F    | Raúl Sánchez             | 26 octombrie 1933      | 21       | Santiago Wanderers                            |
| 4   | F    | Sergio Navarro (căpitan) | 20 noiembrie 1936      | 26       | Club Universidad de Chile                     |
| 5   | F    | Carlos Contreras         | 7 octombrie 1938       | 6        | Club Universidad de Chile                     |
| 6   | M    | Eladio Rojas             | 8 noiembrie 1934       | 11       | Corporación Deportiva Everton de Viña del Mar |
| 7   | A    | Jaime Ramírez            | 14 august 1931         | 39       | Club Universidad de Chile                     |
| 8   | M    | Jorge Toro               | 10 ianuarie 1939       | 15       | Colo-Colo                                     |
| 9   | A    | Honorino Landa           | 1 iunie 1942           | 4        | Unión Española                                |
| 10  | A    | Alberto Fouilloux        | 22 noiembrie 1940      | 15       | U Católica                                    |
| 11  | A    | Leonel Sánchez           | 25 aprilie 1936        | 45       | Club Universidad de Chile                     |
| 12  | P    | Adán Godoy               | 26 noiembrie 1936      | 0        | Santiago Morning                              |
| 13  | F    | Sergio Valdés            | 22 iunie 1935          | 16       | U Católica                                    |
| 14  | F    | Hugo Lepe                | 14 aprilie 1940        | 1        | Santiago Morning                              |
| 15  | F    | Manuel Rodríguez         | 18 ianuarie 1938       | 2        | Unión Española                                |
| 16  | F    | Humberto Cruz            | 6 decembrie 1934       | 2        | Santiago Morning                              |
| 17  | M    | Mario Ortiz              | 28 ianuarie 1936       | 12       | Colo-Colo                                     |
| 18  | A    | Mario Moreno             | 31 decembrie 1935      | 24       | Colo-Colo                                     |
| 19  | A    | Braulio Musso            | 24 mai 1937            | 14       | Club Universidad de Chile                     |
| 20  | A    | Carlos Campos            | 14 februarie 1937      | 2        | Club Universidad de Chile                     |
| 21  | A    | Armando Tobar            | 7 iunie 1938           | 17       | U Católica                                    |
| 22  | P    | Manuel Astorga           | 16 martie 1943         | 5        | Club Universidad de Chile                     |

### Italia
Antrenori principali: Paolo Mazza și Giovanni Ferrari
| Nr. | Poz. | Jucător                  | Data nașterii (vârsta) | Selecții | Club         |
| --- | ---- | ------------------------ | ---------------------- | -------- | ------------ |
| 1   | P    | Lorenzo Buffon (căpitan) | 19 decembrie 1929      | 13       | Inter Milano |
| 2   | F    | Giacomo Losi             | 9 noiembrie 1935       | 9        | Roma         |
| 3   | M    | Luigi Radice             | 15 ianuarie 1935       | 2        | Milan        |
| 4   | F    | Sandro Salvadore         | 29 noiembrie 1939      | 5        | Milan        |
| 5   | F    | Cesare Maldini           | 5 februarie 1932       | 6        | Milan        |
| 6   | M    | Giovanni Trapattoni      | 17 martie 1939         | 7        | Milan        |
| 7   | A    | Bruno Mora               | 29 martie 1937         | 9        | Juventus     |
| 8   | A    | Humberto Maschio         | 20 februarie 1933      | 1        | Atalanta     |
| 9   | A    | José Altafini            | 24 iulie 1938          | 4        | Milan        |
| 10  | A    | Omar Sívori              | 2 octombrie 1935       | 7        | Juventus     |
| 11  | A    | Giampaolo Menichelli     | 29 iunie 1938          | 2        | Roma         |
| 12  | P    | Carlo Mattrel            | 14 aprilie 1937        | 1        | Palermo      |
| 13  | P    | Enrico Albertosi         | 2 noiembrie 1939       | 1        | Fiorentina   |
| 14  | A    | Gianni Rivera            | 18 august 1943         | 1        | Milan        |
| 15  | A    | Angelo Sormani           | 3 iulie 1939           | 0        | Mantova      |
| 16  | F    | Enzo Robotti             | 13 iunie 1935          | 6        | Fiorentina   |
| 17  | A    | Ezio Pascutti            | 1 iunie 1937           | 1        | Bologna      |
| 18  | F    | Mario David              | 13 martie 1934         | 2        | Milan        |
| 19  | F    | Francesco Janich         | 27 martie 1937         | 0        | Bologna      |
| 20  | M    | Paride Tumburus          | 8 martie 1939          | 0        | Bologna      |
| 21  | M    | Giorgio Ferrini          | 18 august 1939         | 1        | Torino       |
| 22  | A    | Giacomo Bulgarelli       | 24 octombrie 1940      | 0        | Bologna      |

### Elveția
Antrenor principal:  Karl Rappan
| Nr. | Poz. | Jucător                   | Data nașterii (vârsta) | Selecții | Club                 |
| --- | ---- | ------------------------- | ---------------------- | -------- | -------------------- |
| 1   | P    | Karl Elsener              | 13 august 1934         |          | Grasshopper          |
| 2   | F    | Ely Tacchella             | 25 mai 1936            |          | Lausanne-Sport       |
| 3   | M    | André Grobéty             | 22 iunie 1933          |          | Lausanne-Sport       |
| 4   | M    | Willy Kernen              | 6 august 1929          |          | FC La Chaux-de-Fonds |
| 5   | F    | Fritz Morf                | 29 ianuarie 1928       |          | FC Grenchen          |
| 6   | F    | Peter Rösch               | 15 septembrie 1930     |          | Servette             |
| 7   | F    | Heinz Schneiter           | 12 aprilie 1935        |          | Young Boys           |
| 8   | A    | Rolf Wüthrich             | 4 septembrie 1938      |          | Servette             |
| 9   | A    | Roberto Frigerio          | 16 mai 1938            |          | FC La Chaux-de-Fonds |
| 10  | F    | Fritz Kehl                | 12 iulie 1937          |          | Zürich               |
| 11  | F    | Eugen Meier               | 30 aprilie 1930        |          | Young Boys           |
| 12  | A    | Marcel Vonlanthen         | 8 septembrie 1933      |          | Lausanne-Sport       |
| 13  | M    | Hans Weber                | 8 septembrie 1934      |          | Basel                |
| 14  | M    | Anton Allemann            | 6 ianuarie 1936        |          | Mantova              |
| 15  | A    | Charles Antenen (căpitan) | 3 noiembrie 1929       |          | FC La Chaux-de-Fonds |
| 16  | A    | Richard Dürr              | 1 decembrie 1938       |          | Lausanne-Sport       |
| 17  | A    | Norbert Eschmann          | 19 martie 1933         |          | Stade Français       |
| 18  | A    | Philippe Pottier          | 9 iulie 1938           |          | Stade Français       |
| 19  | A    | Gilbert Rey               | 30 octombrie 1930      |          | Lausanne-Sport       |
| 20  | M    | Roger Vonlanthen          | 5 decembrie 1930       |          | Lausanne-Sport       |
| 21  | P    | Antonio Permunian         | 15 august 1930         |          | Luzern               |
| 22  | P    | Kurt Stettler             | 21 august 1932         |          | Basel                |

## Grupa 3

### Brazilia
Antrenor principal: Aymoré Moreira
| Nr. | Poz. | Jucător         | Data nașterii (vârsta) | Selecții | Club                               |
| --- | ---- | --------------- | ---------------------- | -------- | ---------------------------------- |
| 1   | P    | Gilmar          | 22 august 1930         |          | Santos                             |
| 2   | F    | Djalma Santos   | 27 februarie 1929      |          | Palmeiras                          |
| 3   | F    | Mauro (căpitan) | 30 august 1930         |          | Santos                             |
| 4   | M    | Zito            | 18 august 1932         |          | Santos                             |
| 5   | F    | Zózimo          | 19 iunie 1932          |          | Bangu Atlético Clube               |
| 6   | F    | Nílton Santos   | 16 mai 1925            |          | Botafogo RJ                        |
| 7   | A    | Garrincha       | 28 octombrie 1933      |          | Botafogo RJ                        |
| 8   | M    | Didi            | 8 octombrie 1929       |          | Botafogo RJ                        |
| 9   | A    | Coutinho        | 11 iunie 1943          |          | Santos                             |
| 10  | A    | Pelé            | 23 octombrie 1940      |          | Santos                             |
| 11  | A    | Pepe            | 25 februarie 1935      |          | Santos                             |
| 12  | F    | Jair Marinho    | 17 iulie 1936          |          | Fluminense                         |
| 13  | F    | Bellini         | 7 iunie 1930           |          | Sao Paulo                          |
| 14  | F    | Jurandir        | 12 noiembrie 1940      |          | Sao Paulo                          |
| 15  | F    | Altair          | 21 ianuarie 1938       |          | Fluminense                         |
| 16  | M    | Zequinha        | 18 noiembrie 1934      |          | Palmeiras                          |
| 17  | M    | Mengálvio       | 17 decembrie 1939      |          | Santos                             |
| 18  | A    | Jair da Costa   | 9 iulie 1940           |          | Associação Portuguesa de Desportos |
| 19  | A    | Vavá            | 12 noiembrie 1934      |          | Palmeiras                          |
| 20  | A    | Amarildo        | 29 iunie 1939          |          | Botafogo RJ                        |
| 21  | A    | Zagallo         | 9 august 1931          |          | Botafogo RJ                        |
| 22  | P    | Castilho        | 27 noiembrie 1927      |          | Fluminense                         |

### Cehoslovacia
Antrenor principal: Rudolf Vytlačil
| Nr. | Poz. | Jucător                  | Data nașterii (vârsta) | Selecții | Club                |
| --- | ---- | ------------------------ | ---------------------- | -------- | ------------------- |
| 1   | P    | Viliam Schrojf           | 2 august 1931          | 22       | Slovan Bratislava   |
| 2   | F    | Jan Lála                 | 10 septembrie 1936     | 1        | Slavia Praga        |
| 3   | F    | Ján Popluhár             | 12 august 1935         | 27       | Slovan Bratislava   |
| 4   | F    | Ladislav Novák (căpitan) | 5 decembrie 1931       | 59       | Dukla Praga         |
| 5   | F    | Svatopluk Pluskal        | 28 octombrie 1930      | 38       | Dukla Praga         |
| 6   | M    | Josef Masopust           | 9 februarie 1931       | 44       | Dukla Praga         |
| 7   | M    | Jozef Štibrányi          | 11 aprilie 1940        | 3        | Spartak Trnava      |
| 8   | A    | Adolf Scherer            | 5 mai 1938             | 18       | FK Inter Bratislava |
| 9   | A    | Pavol Molnár             | 13 februarie 1936      | 20       | Slovan Bratislava   |
| 10  | A    | Jozef Adamec             | 26 februarie 1942      | 4        | Dukla Praga         |
| 11  | A    | Josef Jelínek            | 9 ianuarie 1941        | 4        | Dukla Praga         |
| 12  | F    | Jiří Tichý               | 6 decembrie 1933       | 13       | FK Inter Bratislava |
| 13  | P    | František Schmucker      | 28 ianuarie 1940       | 1        | RH Brno             |
| 14  | A    | Václav Mašek             | 21 martie 1941         | 7        | Sparta Praga        |
| 15  | A    | Vladimír Koiš            | 9 august 1935          | 1        | Bohemians 1905      |
| 16  | F    | Titus Buberník           | 12 octombrie 1933      | 17       | FK Inter Bratislava |
| 17  | A    | Tomáš Pospíchal          | 26 iunie 1936          | 10       | Ostrava             |
| 18  | A    | Josef Kadraba            | 29 septembrie 1933     | 9        | SK Kladno           |
| 19  | A    | Andrej Kvašňák           | 19 mai 1936            | 12       | Sparta Praga        |
| 20  | A    | Jaroslav Borovička       | 26 ianuarie 1931       | 21       | Dukla Praga         |
| 21  | F    | Jozef Bomba              | 30 martie 1939         | 6        | Tatran Prešov       |
| 22  | P    | Pavel Kouba              | 1 septembrie 1938      | 0        | Dukla Praga         |

### Mexic
Antrenor principal: Ignacio Tréllez
| Nr. | Poz. | Jucător                    | Data nașterii (vârsta) | Selecții | Club         |
| --- | ---- | -------------------------- | ---------------------- | -------- | ------------ |
| 1   | P    | Antonio Carbajal (căpitan) | 7 iunie 1929           |          | Club León    |
| 2   | F    | Jesús del Muro             | 30 noiembrie 1937      |          | Atlas        |
| 3   | F    | Guillermo Sepúlveda        | 28 februarie 1934      |          | Guadalajara  |
| 4   | F    | José Villegas              | 20 iunie 1934          |          | Guadalajara  |
| 5   | F    | Raúl Cárdenas              | 30 octombrie 1928      |          | CD Zacatepec |
| 6   | M    | Pedro Nájera               | 3 februarie 1929       |          | Club América |
| 7   | A    | Alfredo del Águila         | 3 ianuarie 1935        |          | Toluca       |
| 8   | M    | Salvador Reyes             | 20 septembrie 1936     |          | Guadalajara  |
| 9   | A    | Héctor Hernández           | 6 decembrie 1935       |          | Guadalajara  |
| 10  | A    | Guillermo Ortiz Camargo    | 25 iunie 1939          |          | Necaxa       |
| 11  | A    | Isidoro Díaz               | 14 martie 1940         |          | Guadalajara  |
| 12  | P    | Jaime Gómez                | 29 decembrie 1929      |          | Guadalajara  |
| 13  | F    | Arturo Chaires             | 14 martie 1937         |          | Guadalajara  |
| 14  | M    | Pedro Romero               | 12 aprilie 1937        |          | Toluca       |
| 15  | F    | Ignacio Jáuregui           | 31 iulie 1938          |          | Atlas        |
| 16  | M    | Salvador Farfán            | 22 iunie 1932          |          | Atlante      |
| 17  | A    | Felipe Ruvalcaba           | 16 februarie 1941      |          | CD Oro       |
| 18  | A    | Alfredo Hernández          | 18 iunie 1935          |          | Monterrey    |
| 19  | A    | Antonio Jasso              | 11 martie 1935         |          | Club América |
| 20  | M    | Mario Velarde              | 29 martie 1940         |          | Necaxa       |
| 21  | A    | Alberto Baeza              | 6 decembrie 1938       |          | Necaxa       |
| 22  | P    | Antonio Mota               | 26 ianuarie 1939       |          | CD Oro       |

### Spania
Antrenor principal:  Helenio Herrera
| Nr. | Poz. | Jucător                  | Data nașterii (vârsta) | Selecții | Club            |
| --- | ---- | ------------------------ | ---------------------- | -------- | --------------- |
| 1   | P    | José Araquistáin         | 4 martie 1937          | 5        | Real Madrid     |
| 2   | P    | Salvador Sadurní         | 3 aprilie 1941         | 0        | Barcelona       |
| 3   | P    | Carmelo                  | 6 decembrie 1930       | 10       | Athletic Bilbao |
| 4   | A    | Enrique Collar (căpitan) | 2 noiembrie 1934       | 10       | Atlético Madrid |
| 5   | M    | Luis del Sol             | 6 aprilie 1935         | 10       | Real Madrid     |
| 6   | A    | Alfredo Di Stéfano       | 4 iulie 1926           | 31       | Real Madrid     |
| 7   | F    | Luis María Echeberría    | 24 martie 1940         | 0        | Athletic Bilbao |
| 8   | M    | Jesús Garay              | 10 septembrie 1930     | 28       | Barcelona       |
| 9   | A    | Francisco Gento          | 21 octombrie 1933      | 26       | Real Madrid     |
| 10  | F    | Sígfrid Gràcia           | 27 martie 1932         | 8        | Barcelona       |
| 11  | F    | Feliciano Rivilla        | 21 august 1936         | 9        | Atlético Madrid |
| 12  | A    | Joaquín Peiró            | 29 ianuarie 1936       | 7        | Atlético Madrid |
| 13  | F    | Pachín                   | 28 decembrie 1938      | 4        | Real Madrid     |
| 14  | A    | Ferenc Puskás            | 2 aprilie 1927         | 1        | Real Madrid     |
| 15  | A    | Eulogio Martínez         | 11 iunie 1935          | 7        | Barcelona       |
| 16  | F    | Severino Reija           | 25 noiembrie 1938      | 0        | Zaragoza        |
| 17  | F    | Rodri                    | 8 martie 1934          | 0        | Barcelona       |
| 18  | A    | Adelardo                 | 26 septembrie 1939     | 0        | Atlético Madrid |
| 19  | F    | José Santamaría          | 31 iulie 1929          | 14       | Real Madrid     |
| 20  | F    | Joan Segarra             | 15 noiembrie 1927      | 24       | Barcelona       |
| 21  | A    | Luis Suárez              | 2 mai 1935             | 22       | Inter Milano    |
| 22  | M    | Martí Vergés             | 8 martie 1934          | 10       | Barcelona       |

## Grupa 4

### Ungaria
Antrenor principal: Lajos Baróti
| Nr. | Poz. | Jucător                 | Data nașterii (vârsta) | Selecții | Club             |
| --- | ---- | ----------------------- | ---------------------- | -------- | ---------------- |
| 1   | P    | Gyula Grosics           | 4 februarie 1926       | 81       | FC Tatabánya     |
| 2   | F    | Sándor Mátrai           | 20 noiembrie 1932      | 41       | Ferencváros      |
| 3   | F    | Kálmán Mészöly          | 16 iulie 1941          | 4        | Vasas SC         |
| 4   | F    | László Sárosi (căpitan) | 27 februarie 1932      | 25       | Vasas SC         |
| 5   | F    | Ernő Solymosi           | 21 septembrie 1940     | 16       | Újpest           |
| 6   | M    | Ferenc Sipos            | 13 decembrie 1932      | 44       | MTK Budapesta    |
| 7   | A    | Károly Sándor           | 29 noiembrie 1928      | 58       | MTK Budapesta    |
| 8   | A    | János Göröcs            | 8 mai 1939             | 32       | Újpest           |
| 9   | A    | Flórián Albert          | 15 septembrie 1941     | 23       | Ferencváros      |
| 10  | M    | Lajos Tichy             | 21 martie 1935         | 53       | Honvéd Budapesta |
| 11  | A    | Máté Fenyvesi           | 20 septembrie 1933     | 42       | Ferencváros      |
| 12  | F    | Kálmán Sóvári           | 21 decembrie 1940      | 7        | Újpest           |
| 13  | F    | Kálmán Ihász            | 6 decembrie 1941       | 0        | Vasas SC         |
| 14  | M    | István Nagy             | 14 aprilie 1939        | 1        | MTK Budapesta    |
| 15  | M    | János Mencel            | 14 decembrie 1941      | 0        | Salgótarjáni BTC |
| 16  | A    | János Farkas            | 27 martie 1942         | 4        | Vasas SC         |
| 17  | A    | Gyula Rákosi            | 9 octombrie 1938       | 3        | Ferencváros      |
| 18  | A    | Tivadar Monostori       | 24 august 1936         | 5        | Dorogi AC        |
| 19  | A    | Béla Kuharszki          | 20 aprilie 1940        | 5        | Újpest           |
| 20  | A    | László Bödör            | 17 august 1933         | 1        | MTK Budapesta    |
| 21  | P    | Antal Szentmihályi      | 3 iunie 1937           | 1        | Vasas SC         |
| 22  | P    | István Ilku             | 6 martie 1933          | 6        | Dorogi AC        |

### Anglia
Antrenor principal: Walter Winterbottom
| Nr. | Poz. | Jucător                 | Data nașterii (vârsta) | Selecții | Club                |
| --- | ---- | ----------------------- | ---------------------- | -------- | ------------------- |
| 1   | P    | Ron Springett           | 22 iulie 1935          | 21       | Sheffield Wednesday |
| 2   | F    | Jimmy Armfield          | 2 septembrie 1935      | 25       | Blackpool           |
| 3   | F    | Ray Wilson              | 17 decembrie 1934      | 11       | Huddersfield        |
| 4   | A    | Bobby Robson            | 18 februarie 1933      | 20       | West Bromwich       |
| 5   | M    | Peter Swan              | 8 octombrie 1936       | 19       | Sheffield Wednesday |
| 6   | M    | Ron Flowers             | 28 iulie 1934          | 32       | Wolves              |
| 7   | M    | John Connelly           | 18 iulie 1938          | 8        | Burnley             |
| 8   | A    | Jimmy Greaves           | 20 februarie 1940      | 18       | Tottenham           |
| 9   | A    | Gerry Hitchens          | 8 octombrie 1934       | 5        | Inter Milano        |
| 10  | A    | Johnny Haynes (căpitan) | 17 octombrie 1934      | 52       | Fulham              |
| 11  | A    | Bobby Charlton          | 11 octombrie 1937      | 35       | Manchester United   |
| 12  | P    | Alan Hodgkinson         | 16 august 1936         | 5        | Sheffield United    |
| 13  | A    | Derek Kevan*            | 6 martie 1935          | 14       | West Bromwich       |
| 14  | M    | Stan Anderson           | 27 februarie 1933      | 2        | Sunderland          |
| 15  | F    | Maurice Norman          | 8 mai 1934             | 1        | Tottenham           |
| 16  | F    | Bobby Moore             | 12 aprilie 1941        | 1        | West Ham            |
| 17  | M    | Bryan Douglas           | 27 mai 1934            | 29       | Blackburn Rovers    |
| 18  | A    | Roger Hunt              | 20 iulie 1938          | 1        | Liverpool           |
| 19  | A    | Alan Peacock            | 29 octombrie 1937      | 0        | Middlesbrough       |
| 20  | M    | George Eastham          | 23 septembrie 1936     | 0        | Arsenal             |
| 21  | F    | Don Howe                | 12 octombrie 1935      | 23       | West Bromwich       |
| 22  | M    | Jimmy Adamson           | 4 aprilie 1929         | 0        | Burnley             |

- Unele surse menționează că numai 21 din cei 22 de jucători au făcut deplasarea la CM 1962 din Chile, iar Derek Kevan a fost o rezervă neconvocată. [nefuncțională]

### Argentina
Antrenor principal: Juan Carlos Lorenzo
| Nr. | Poz. | Jucător                 | Data nașterii (vârsta) | Selecții | Club          |
| --- | ---- | ----------------------- | ---------------------- | -------- | ------------- |
| 1   | P    | Antonio Roma            | 13 iulie 1932          |          | Boca Juniors  |
| 2   | F    | José Ramos Delgado      | 26 august 1935         |          | River Plate   |
| 3   | F    | Silvio Marzolini        | 4 octombrie 1940       |          | Boca Juniors  |
| 4   | F    | Alberto Sainz           | 13 decembrie 1937      |          | River Plate   |
| 5   | M    | Federico Sacchi         | 9 august 1936          |          | Racing Club   |
| 6   | F    | Raúl Páez               | 26 mai 1937            |          | San Lorenzo   |
| 7   | A    | Héctor Facundo          | 2 noiembrie 1937       |          | San Lorenzo   |
| 8   | A    | Martín Pando            | 26 decembrie 1934      |          | River Plate   |
| 9   | A    | Marcelo Pagani          | 19 august 1941         |          | River Plate   |
| 10  | A    | José Sanfilippo         | 4 mai 1935             |          | San Lorenzo   |
| 11  | A    | Raúl Belén              | 1 iulie 1931           |          | Racing Club   |
| 12  | P    | Rogelio Domínguez       | 9 martie 1932          |          | River Plate   |
| 13  | M    | Oscar Rossi             | 27 iulie 1930          |          | San Lorenzo   |
| 14  | F    | Alberto Mariotti        | 23 august 1935         |          | San Lorenzo   |
| 15  | F    | Rubén Navarro (căpitan) | 11 martie 1933         |          | Independiente |
| 16  | M    | Antonio Rattín          | 16 mai 1937            |          | Boca Juniors  |
| 17  | F    | Rafael Albrecht         | 28 august 1941         |          | Estudiantes   |
| 18  | F    | Vladislao Cap           | 5 iulie 1934           |          | River Plate   |
| 19  | A    | Rubén Sosa              | 14 noiembrie 1936      |          | Racing Club   |
| 20  | A    | Juan Carlos Oleniak     | 4 martie 1942          |          | Argentinos    |
| 21  | M    | Ramón Abeledo           | 29 aprilie 1937        |          | Independiente |
| 22  | A    | Alberto González        | 21 august 1941         |          | Boca Juniors  |

### Bulgaria
Antrenor principal: Georgi Pachedzhiev
| Nr. | Poz. | Jucător                 | Data nașterii (vârsta) | Selecții | Club              |
| --- | ---- | ----------------------- | ---------------------- | -------- | ----------------- |
| 1   | P    | Georgi Naydenov         | 21 decembrie 1931      | 34       | ȚSKA Sofia        |
| 2   | F    | Kiril Rakarov (căpitan) | 24 mai 1932            | 50       | ȚSKA Sofia        |
| 3   | F    | Ivan Dimitrov           | 14 mai 1935            | 28       | Lokomotiv Sofia   |
| 4   | M    | Stoyan Kitov            | 27 august 1938         | 5        | Spartak Sofia     |
| 5   | F    | Dimitar Kostov          | 26 iulie 1936          | 2        | Levski Sofia      |
| 6   | M    | Nikola Kovachev         | 4 iunie 1934           | 34       | ȚSKA Sofia        |
| 7   | M    | Todor Diev              | 28 ianuarie 1934       | 37       | Spartak Plovdiv   |
| 8   | F    | Dimitar Dimov           | 13 decembrie 1937      | 5        | Spartak Plovdiv   |
| 9   | A    | Hristo Iliev            | 11 mai 1936            | 16       | Levski Sofia      |
| 10  | A    | Ivan Kolev              | 1 noiembrie 1930       | 54       | ȚSKA Sofia        |
| 11  | A    | Dimitar Yakimov         | 12 iulie 1941          | 18       | ȚSKA Sofia        |
| 12  | F    | Dobromir Zhechev        | 12 noiembrie 1942      | 3        | Spartak Sofia     |
| 13  | A    | Petar Velichkov         | 8 august 1940          | 4        | Lokomotiv Sofia   |
| 14  | A    | Georgi Sokolov          | 19 iunie 1942          | 6        | Levski Sofia      |
| 15  | A    | Georgi Asparuhov        | 4 mai 1943             | 1        | Botev Plovdiv     |
| 16  | M    | Aleksandar Kostov       | 5 martie 1938          | 1        | Levski Sofia      |
| 17  | M    | Panteley Dimitrov       | 2 noiembrie 1940       | 0        | ȚSKA Sofia        |
| 18  | P    | Ivan Ivanov             | 1 ianuarie 1942        | 0        | Cherno More Varna |
| 19  | A    | Dinko Dermendzhiev      | 2 iunie 1941           | 1        | Botev Plovdiv     |
| 20  | P    | Nikola Parshanov        | 16 februarie 1934      | 2        | Spartak Pleven    |
| 21  | A    | Panayot Panayotov       | 30 decembrie 1930      | 39       | ȚSKA Sofia        |
| 22  | A    | Georgi Dimitrov Nikolov | 1 mai 1931             |          | Cherno More Varna |